# Mesoleius clypearis
Mesoleius clypearis är en stekelart som beskrevs av Carl Gustav Alexander Brischke 1878. Mesoleius clypearis ingår i släktet Mesoleius och familjen brokparasitsteklar. Inga underarter finns listade i Catalogue of Life.